# Linnaea (revista)
Linnaea: Ein Journal für die Botanik in ihrem ganzen Umfange, abreviado Linnaea, fue una revista de botánica editada en Berlín y dirigida por el botánico alemán Diederich Franz Leonhard von Schlechtendal.
Se publicaron 43 números en Berlín desde 1826 hasta 1882. Los volúmenes 35-43 (1867-82) también fueron numerados vols. 1-9.
Varias de las publicaciones periódicas aparecen disponibles en la biblioteca en línea Biodiversity Heritage Library.